# 타노시쥐여우원숭이
타노시쥐여우원숭이 (Microcebus tanosi)는 쥐여우원숭이의 일종이다. 톨라나로 근처의 마다가스카르섬 남동부 지역의 마나탄트리 숲과 아이보로나 숲에서만 발견된다. 표본은 2007년 4월에 처음 수집되었고, 마로히타쥐여우원숭이와 함께 2013년에 공식 발표되었다. 비교적 큰 쥐여우원숭이로 회색쥐여우원숭이, 적회색쥐여우원숭이와 같은 지역에서 산다. 3종 모두 서로 10 km 이내에서 발견되며, 겉모습도 매우 닮았다. 등은 다갈색 털을 갖고 있으며, 하체는 밝은 색을 띤다. 습성에 대해 알려진 것은 전혀 없다. 국제 자연 보전 연맹 (IUCN)이 아직 보전 상태를 평가하지 있지 않지만, 2007년 이후 서식지 감소가 알려져 있다.